# (466558) 2014 SL333
(466558) 2014 SL333 es un asteroide perteneciente al cinturón de asteroides, descubierto el 19 de septiembre de 1998 por el equipo Spacewatch desde el Observatorio Nacional de Kitt Peak (Arizona, Estados Unidos).